# Lilianna Guderska
Lilianna Guderska (ur. 1973 w Łodzi) – polska modelka pracująca na rynku europejskim.
Uczęszczała do Liceum Plastycznego w Łodzi.  Po zakończeniu nauki w 1993 roku dostała propozycję pracy jako modelka – wyjechała do Paryża i Mediolanu. Tam zaczęła stawiać pierwsze kroki w zawodzie modelki. Jej pierwszym zleceniem była kampania reklamowa dla francuskiej firmy kosmetycznej „Clarins”. Dzięki temu szybko zaangażowano ją do pokazów mody – uczestniczyła w pokazach najwybitniejszych kreatorów, jak: Loris Azzaro, Thierry Mugler, Marc Jacobs, Stella Cadente. Odbywała sesje zdjęciowe dla francuskiej edycji Marie Claire i Elle. Podczas wykonywania zawodu modelki studiowała język francuski na Sorbonie i sztukę w Les Beaux Arts.
Pracę w modelingu zakończyła w 2005 roku. Obecnie mieszka w Paryżu, gdzie jest autorką wizerunku artystycznego perfum firmy Clarins.